# Ky-Mani Marley
Ky-Mani Marley, född 26 februari 1976 i Falmouth, Jamaica, är en jamaicansk skådespelare och reggaeartist. Han är son till reggaeikonen Bob Marley och bordtennisspelaren Anita Belnavis. Han flyttade till Miami vid nio års ålder.
Den mest kända rollen Marley antagit är i filmen Shottas där han spelade gangstern Biggs.
Marley debuterade som musiker 1996 med albumet Like Father Like Son, bestående av covers på några av faderns sånger. Hans tredje album, Many More Roads från 2001, nominerades till en Grammy i kategorin bästa reggaealbum. Priset togs dock hem av brodern Damian Marley med albumet Halfway Tree.

## Diskografi
Studioalbum
- 1996 – Like Father Like Son
- 2000 – The Journey
- 2001 – Many More Roads
- 2007 – Radio
- 2015 – Maestro

Singlar (urval)
- 1999 – "Warriors"
- 2000 – "Dear Dad (Vibes Mix)" / "Dear Dad (Remix)"
- 2004 – "Burnin' & Lootin'" (med Alborosie) / "Version"
- 2014 – "Get High"

## Filmografi
- 2002 – Shottas
- 2003 – One Love
- 2004 – Haven
- 2013 – Eenie Meenie Miney Moe